# 上格里斯巴赫
上格里斯巴赫（德語：Obergriesbach，發音：[ˌoːbɐˈɡʁiːsbax]）是德国巴伐利亚州施瓦本行政区艾夏赫-弗里德贝格县的市镇，总面积10.31平方千米，2023年12月31日总人口为2,071人。